# Magdalena, Maribor
Magdalena (nekdaj Magdalensko predmestje) je predel in mestna četrt na desnem bregu Drave. Mestni predel je bil včasih spadal v Občino Maribor-Tabor, danes pa je vključen v enotno mariborsko občino. 
Mestna četrt Magdalena je poimenovana po cerkvi svete Magdalene, ki je v njej zagotovo najstarejši spomenik. Prvič je bila župnija Sv. Magdalene omenjena 10. junija 1289 v listini, ki je bila izdana v Mariboru in pečatena s pečatom mesta, listino pa hranijo v Štajerskem deželnem arhivu v Gradcu. Zato 10. junij označujejo kot praznik Mestne četrti Magdalena.
Poleg cerkve je največji spomenik Magdalene železničarska kolonija. Ko so leta 1863 odprli v Mariboru delavnice Južne železnice, so  leta 1863, v neposredni bližini pričeli z gradnjo prvih 12 hiš, ki jih je obdajal vrt in leta 1868 so dogradili še preostalih 28 hiš. Vse stavbe so bile last delavnic, ki so skrbele za njihovo vzdrževanje, niso pa dovoljevali nobenih sprememb ne v stanovanjih ne na vrtovih okrog hiš. V koloniji so lahko stanovali le njihovi delavci. Zavestna pripadnost stanovalcev kolonije se je pričela izgubljati po letu 1952, ko pogoj za bivanje v koloniji ni bilo več delo v železniških delavnicah. Železničarska kolonija je mariborska posebnost in edinstven kulturnozgodovinski in etnološki spomenik. Za urbanistični spomenik I. kategorije je bila razglašena leta 1987.